# Königsdorf (Bawaria)
Königsdorf – miejscowość i gmina w Niemczech, w kraju związkowym Bawaria, w rejencji Górna Bawaria, w regionie Oberland, w powiecie Bad Tölz-Wolfratshausen. Leży około 10 km na północny zachód od Bad Tölz, przy drodze B11.

## Polityka
Wójtem gminy jest Anton Demmel, poprzednio urząd ten obejmował Alfred Stangler, rada gminy składa się z 14 osób.
|      | CSU | FWG | UB | Razem |
| 2008 | 5   | 5   | 4  | 14    |
| 2002 | 6   | 4   | 4  | 14    |